# Julio Nava
Julio César Nava García est un footballeur mexicain né le 19 décembre 1989 à Xalapa. Il évolue au poste de milieu de terrain avec les Chivas de Guadalajara.